# Lee Morin
Lee Miller Emile Morin (*9. září 1952 v Manchesteru, stát New Hampshire), americký námořní důstojník a kosmonaut. Ve vesmíru byl jednou.

## Život

### Studium a zaměstnání
Vysokoškolské vzdělání získal na University of New Hampshire, New York University a University of Alabama at Birmingham. Dostudoval v roce 1988.
V roce 1996 absolvoval v Houstonu výcvik budoucích kosmonautů, po skončení výcviku se stal členem tamního oddílu astronautů NASA.
Oženil se, jeho manželkou je Rosanne, rozená Spaccarelliová.

### Lety do vesmíru
Na oběžnou dráhu se v raketoplánu dostal jednou ve funkci letový specialista, pracoval na orbitální stanici ISS, má za sebou dva výstupy do volného vesmíru (EVA) v délce 14 hodin a 8 minut.
Strávil ve vesmíru 10 dní, 19 hodin a 42 minut. Byl 414. člověkem ve vesmíru.
- STS-110, Atlantis (8. dubna 2002 – 19. dubna 2002)